# Reforma (Provincia)
Reforma (Provincia) es una localidad del municipio de Balancán ubicado en la subregión de los Ríos del estado mexicano de Tabasco.

## Geografía
La localidad se ubica a 29.4 kilómetros (en dirección este) de la localidad de Balancán de Domínguez, la cabecera y lugar más poblado del municipio. Se sitúa en las coordenadas geográficas 17°45′15″N 91°15′52″O / 17.754167, -91.264444, a una elevación de 40 metros sobre el nivel del mar.

## Demografía
Según el Conteo de Población y Vivienda 2020, efectuado por el Instituto Nacional de Estadística y Geografía, la localidad de Reforma (Provincia) tiene 340 habitantes, de los cuales 162 son del sexo masculino y 178 del sexo femenino. Su tasa de fecundidad es de 2.66 hijos por mujer y tiene 97 viviendas particulares habitadas.
| Gráfica de evolución demográfica de Reforma (Provincia) entre 1990 y 2020 |
|                                                                           |
| INEGI.                                                                    |